# Elena Pietrini
 Elena Pietrini  (nascida em 17 de março de 2000) é uma jogadora italiana de vôlei que atua como ponteira da  Seleção italiana. Em 2018, Elena fez parte da equipe italiana que conquistou a medalha de prata no Campeonato Mundial de 2018, após serem derrotadas pela Sérvia na final. Ela competiu nos Jogos Olímpicos de Tóquio 2020, finalizando a competição na 5° colocação.

## Premiações individuais
- 2ª Melhor Europeu do Mundial de 2021
- MVP do Mundial Sub-18 de 2017
- 1ª Melhor Ponteira do Europeu Sub-18 de 2017